# 石片鳖
石片鳖（学名：Pelodiscus shipian）一种分布于中华人民共和国湖南省和江西省等地区的爬行动物，隶属于鳖科中華鱉屬。模式产地为江西奉新县潦河水域。